# سولمزية
السولمزية (الاسم العلمي: Solmsia) هي جنس من النباتات تتبع الفصيلة المثنانية من رتبة الخبازيات. سمي هذا الجنس تكريماً لعالم نبات الألماني هيرمان سولمز-لوباخ.

## أنواع السولمزية
- سولمزية جميلة الأوراق
- سولمزية ذهبية الأوراق